# A7 (motorväg, Italien)

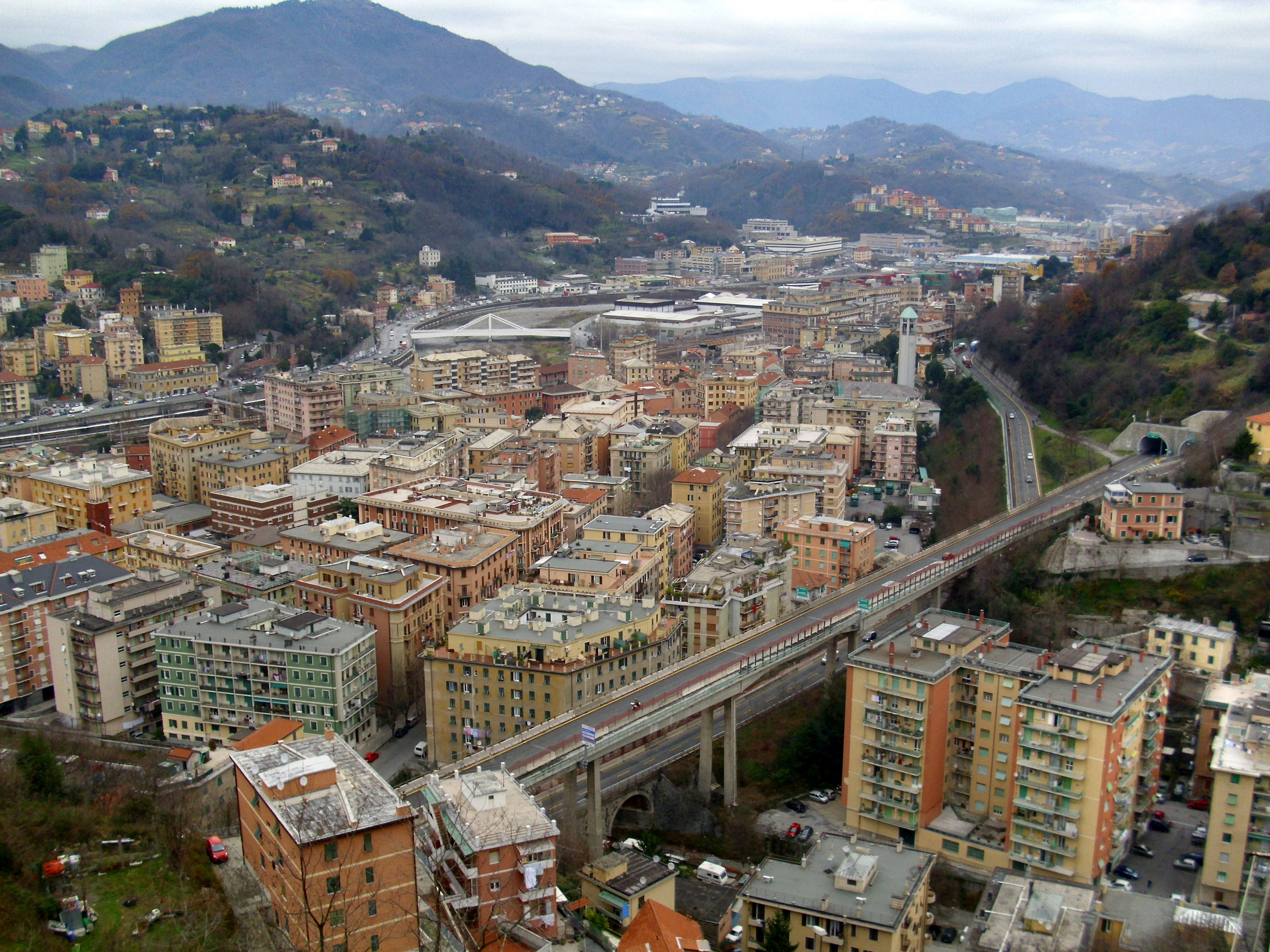
A7 vid Bolzaneto.

A7, Autostrada dei Giovi, är en motorväg i Italien som går mellan Milano och Genua. A7 invigdes 1935 och är 133,6 km lång. A7 sträcker sig över regionerna Lombardiet, Piemonte och Ligurien.